# Neolophonotus pinheyi
Neolophonotus pinheyi là một loài ruồi trong họ Asilidae. Neolophonotus pinheyi được Londt miêu tả năm 1986. Loài này phân bố ở vùng nhiệt đới châu Phi.